# Kușnarivka, Verhnodniprovsk
Kușnarivka (în ucraineană Кушнарівка) este un sat în comuna Dmîtrivka din raionul Verhnodniprovsk, regiunea Dnipropetrovsk, Ucraina.

## Demografie
Componența lingvistică a localității Kușnarivka
     Ucraineană (85%)
     Rusă (15%)
Conform recensământului din 2001, majoritatea populației localității Kușnarivka era vorbitoare de ucraineană (85%), existând în minoritate și vorbitori de rusă (15%).